# Bessunger Forsthaus
Das Bessunger Forsthaus ist ein Baudenkmal in Darmstadt.

## Geografische Lage
Das Bessunger Forsthaus steht im Osten des ehemaligen Bessunger Laubwalds. Viele Jahrzehnte lang wurde es als Roßdörfer Forsthaus bezeichnet, obwohl es auf der Gemarkung von Bessungen, in der Aschaffenburger Straße 200, liegt.

## Geschichte
Die Vorgeschichte des heutigen Baus ist nicht mehr belegbar. Der erste namentlich bekannte Oberförster für den Bessunger Wald war der 1713 genannte Reinhard Rohr. Auf Rohr folgten die Oberförster Friedrich Daniel Korndörfer (1733–1766), dessen Sohn Reinhard Korndörfer (1766–1789) und dann Georg Ludwig Schott (1789–1795). 1795 übernahm der Förster und Hofjäger Wilhelm Jakob Heyer die Oberförsterei. Noch vor 1800 erbaute er ein Forsthaus.
1815 ließ Großherzog Ludwig I. von Hessen das heutige zweistöckige Forsthaus für seinen Hofjäger Wilhelm Heyer – als erstes hessisches Forstschulhaus – bauen. Heyer richtete in dem Anwesen eine „Meisterschule“ für Forstleute ein. Der Großherzog belohnte Heyers Einsatz und ließ dessen Sohn Carl Heyer in Gießen Forstwirtschaft studieren. Der Forstwissenschaftler Carl Heyer gehörte – neben Georg Ludwig Hartig – zu den bedeutendsten Reformern des Forstwesens in seiner Zeit. Heyers Forsthaus aus den Jahren vor 1800 wurde zu einem späteren Zeitpunkt in die Schule integriert.
1820 wurde die Anlage in eine Revierförsterei umgewandelt, in den Roßdörfer Forst integriert und in der Folgezeit als Roßdörfer Forsthaus bezeichnet. Ab 1860 diente das Forsthaus wieder dem Darmstädter Forst und erhielt die Bezeichnung Bessunger Forsthaus zurück. Das Bessunger Forsthaus war nun eine Forstwarterei. Von 1911 bis 1933 amtierte der Forstwart Jakob Kolb in der Bessunger Försterei. Er setzte sich erfolgreich dafür ein, dass die hessischen Forstwarte als Förster anerkannt wurden.
Die Anlage dient bis heute als Försterei: Revierförsterei Bessunger Forst des Forstamtes Darmstadt des Landesbetriebs Hessen-Forst.

## Gebäude
Das Bessunger Forsthaus ist ein einfaches klassizistisches Gebäude, das traufständig zur Aschaffenburger Straße steht. Diese „Schauseite“ ist durch sechs Fensterachsen gegliedert, die in drei Zweiergruppen zusammengefasst sind. Unter dem Gebäude liegt ein Gewölbekeller.
Aus geschichtlichen und künstlerischen Gründen ist das Bauwerk ein Kulturdenkmal aufgrund des Hessischen Denkmalschutzgesetzes.

## Wissenswert
Ca. 100 Meter nordöstlich des Bessunger Forsthauses befindet sich eine römische Quellfassung. Diese liegt unmittelbar am südlichen Fuße des Bahndammes der Strecke Darmstadt Ost–Groß-Zimmern.
Der Haltepunkt Bessunger Forsthaus an Streckenkilometer 4,5 der heute dort endenden Verbindung wird durch den Museumszug der DME des Eisenbahnmuseums Darmstadt-Kranichstein angefahren.